# Двикапяй
 Двика́пяй (Двиканис; лит. Dvikapiai) — деревня в Кайряйском старостве Шяуляйского района Шяуляйского уезда Литвы. Входит в состав Шиленайской сянюнайтии.

## Расположение и общая характеристика
Находится в южной части Кайряйского староства, в 7 км южнее административного центра староства — местечка Кайряй, и в 5 км юго-восточнее административного центра района — города Шяуляй.

## История
Административное подчинение: 

С 1950 года по 1995 год деревня входила в состав Кайряйской апилинки
С 1995 года входит в состав Кайряйского староства.
В 2009 году была включена в Шиленайскую сянюнайтию.

## Население
Согласно данным переписи населения Литвы 2001 года, в деревне Двикапяй проживало 15 человек.
| 1959                           | 2001 |
| ------------------------------ | ---- |
| 35                             | 15   |
| Гистограмма динамики населения |      |